# Columbus Blue Jackets
O Columbus Blue Jackets é um time de hóquei no gelo que disputa a NHL, situado em Columbus, Ohio. O time foi fundado em 2000 junto com o Minnesota Wild na penúltima expansão da liga. Se qualificou para os playoffs pela primeira vez na Temporada 2008-09 da NHL, e pela segunda em 2013-14. Em sua quinta pós-temporada, em 2018-19, os Blue Jackets venceram uma rodada pela primeira vez, batendo em apenas 4 jogos o Tampa Bay Lightning.